# Павловка (Оконешниковский район)
Павловка — деревня в Оконешниковском районе Омской области России. Входит в состав Сергеевского сельского поселения.

## История
Основана в 1897 году. В 1928 г. состояла из 161 хозяйства, основное население — украинцы. Центр Павловского сельсовета Калачинского района Омского округа Сибирского края.

## Население
| 2002 | 2010 |
| ---- | ---- |
| 150  | ↘108 |